# Symmius azumai
Symmius azumai là một loài chân đều trong họ Chaetiliidae. Loài này được Nunomura miêu tả khoa học năm 2008.